# Rodolfo Amando Philippi
Rodolfo Amando Philippi, właśc. Rudolph Amandus Philippi (ur. 14 września 1808 w Berlinie-Charlottenburgu, zm. 23 lipca 1904 w Santiago) – niemiecko-chilijski paleontolog, botanik, malakolog i zoolog. Był ojcem botanika Federico Philippiego. 

## Życiorys
Rodolfo Amando Philippi urodził się w berlińskiej dzielnicy Charlottenburg. W Berlinie studiował medycynę. W młodym wieku wyjechał z Niemiec i w łagodnym śródziemnomorskim klimacie szukał lekarstwa dla przypisywanej sobie choroby. W 1835 roku został nauczycielem zoologii i botaniki na uczelni w Kassel, którą opuścił w 1850 już jako dyrektor. W okresie 1838–1840 spędził dwa lata we Włoszech. 
W 1851 Philippi przeniósł się do Chile, gdzie do 1853 roku kierował szkołą w Valdivii. W październiku tego roku został mianowany profesorem botaniki i zoologii na uniwersytecie w Santiago. Tam, przez ponad 40 lat kierował zarówno ogrodem botanicznym, jak również nowo utworzonym Muzeum Historii Naturalnej. Podczas licznych wyjazdów badawczych stworzył kompleksowe zbiorów flory i fauny Chile. W Chile uważany jest za jednego z ojców współczesnej nauki. Jego niewątpliwą zasługą było stworzenie jednego z największych muzeów historii naturalnej w całej Ameryce.
W roku 1906 jedna z ulic Berlina-Charlottenburga została nazwana na jego cześć Philippistraße. Również nazwa muzeum: Museo de la Exploración Rudolph Amandus Philippi w Valdivii podkreśla jego zasługi.